# كورنيليا بنتلي ساج كوينتون
كورنيليا بنتلي ساج كوينتون (بالإنجليزية: Cornelia Bentley Sage Quinton)‏ هي رسامة أمريكية، ولدت في 3 أكتوبر 1876 في بوفالو في الولايات المتحدة، وتوفيت في 16 مايو 1936 في هوليوود في الولايات المتحدة.